# Morti il 22 ottobre
| Questa pagina contiene informazioni ricavate automaticamente dalle voci biografiche con l'ausilio del template Bio e di un bot. L'aggiornamento è periodico e automatico e ricostruisce completamente la pagina. Se manca una persona in questa lista, sei pregato di non aggiungerla, ma accertati piuttosto che la sua voce biografica contenga il template Bio e che i dati anagrafici siano correttamente compilati. Se il template Bio manca, inseriscilo tu stesso o, in alternativa, metti l'avviso {{tmp\|Bio}} che ne segnala la mancanza. Se i dati riportati sono sbagliati, correggi direttamente la voce biografica; le modifiche saranno visibili in questa lista entro pochi giorni. Per chiarimenti vedi il progetto biografie. La lista contiene solo le 472 persone che sono citate nell'enciclopedia e per le quali è stato implementato correttamente il template Bio. Pagina aggiornata al 5 ago 2025. |

## III secolo(1)
- 231 - Demetrio di Alessandria, vescovo e santo greco antico

## IV secolo(1)
- 362 - Teodoreto di Antiochia, santo siriano

## VIII secolo(1)
- 741 - Carlo Martello, sovrano franco

## IX secolo(1)
- 883 - Bertario di Montecassino, abate e santo italiano

## XII secolo(1)
- 1133 - Fiorenzo il Nero, conte

## XIII secolo(3)
- 1229 - Gerardo III di Gheldria, conte (n. 1185)
- 1233 - Fujiwara no Shunshi, imperatrice giapponese (n. 1219)
- 1246 - Miecislao II il Grasso, nobile polacco

## XIV secolo(2)
- 1333 - Margaret di Clare, nobile britannica (n. 1287)
- 1355 - Costanza d'Aragona, principessa (n. 1324)

## XV secolo(3)
- 1463 - James Berkeley, I barone Berkeley, nobile britannico (n. 1394)
- 1484 - Stefano Nardini, cardinale e arcivescovo cattolico italiano
- 1487 - Antonio Bettini, religioso, scrittore e diplomatico italiano (n. 1396)

## XVI secolo(8)
- 1521 - Johannes Pfefferkorn, scrittore tedesco (n. 1469)
- 1521 - Edward Poynings, militare britannico (n. 1459)
- 1563 - Diego de Siloé, architetto e scultore spagnolo (n. 1495)
- 1577 - Sebastiano Ferrero-Fieschi, vescovo cattolico italiano (n. 1527)
- 1583 - Ludovico VI del Palatinato, nobile tedesco (n. 1539)
- 1592 - Clemens Crabbeels, vescovo cattolico belga
- 1598 - Giovanni Battista Valier, vescovo cattolico italiano
- 1600 - Alfonsino Gesualdo, nobile italiano (n. 1595)

## XVII secolo(20)
- 1604 - Domingo Báñez, religioso e teologo spagnolo (n. 1528)
- 1605 - Costantino I di Cachezia, re (n. 1567)
- 1624 - Aelius Everhardus Vorstius, medico e botanico olandese (n. 1565)
- 1626 - Kikkawa Hiroie, militare giapponese (n. 1561)
- 1629 - Niccolò Roccatagliata, scultore italiano
- 1633 - Giovanni Matteo Adami, gesuita e missionario italiano (n. 1576)
- 1642 - Cristoforo Caetani, vescovo cattolico italiano (n. 1586)
- 1652 - Johannes Bureus, genealogista, antiquario e esoterista svedese (n. 1568)
- 1653 - Jan Wildens, pittore fiammingo (n. 1586)
- 1656 - Pietro Paolo de' Medici, vescovo cattolico italiano
- 1657 - Cassiano dal Pozzo, viaggiatore e collezionista d'arte italiano (n. 1588)
- 1658 - Charles Bouvard, medico, chirurgo e chimico francese (n. 1572)
- 1662 - François Bourgoing, presbitero francese (n. 1585)
- 1662 - Antonio Marenzi, vescovo cattolico italiano (n. 1596)
- 1665 - Cesare di Borbone-Vendôme, nobile francese (n. 1594)
- 1667 - Alberto II di Brandeburgo-Ansbach, nobile (n. 1620)
- 1676 - Giovan Battista Langetti, pittore italiano (n. 1635)
- 1680 - Johannes Bouwmeester, medico e filosofo olandese (n. 1634)
- 1681 - Benedetto Ferrari, poeta e compositore italiano (n. 1597)
- 1683 - Philips Angel I, pittore olandese (n. 1616)

## XVIII secolo(25)
- 1705 - Amato Danio, giurista italiano (n. 1619)
- 1707 - Cloudesley Shovell, ammiraglio e politico britannico (n. 1650)
- 1708 - Cesare Pronti, pittore italiano (n. 1626)
- 1708 - Herman Witsius, predicatore e teologo olandese (n. 1636)
- 1710 - Gerolamo Archinto, vescovo cattolico italiano (n. 1651)
- 1730 - Antonio Marchetti, medico e chirurgo italiano (n. 1640)
- 1744 - Leopoldo Antonio Eleuterio Firmian, arcivescovo cattolico austriaco (n. 1679)
- 1745 - William Herbert, II marchese di Powis, nobile britannico (n. 1660)
- 1751 - Guglielmo IV di Orange-Nassau, nobile (n. 1711)
- 1761 - Luigi Giorgio di Baden-Baden, sovrano tedesco (n. 1702)
- 1767 - Luisa Dorotea di Sassonia-Meiningen, duchessa (n. 1710)
- 1771 - Charles Nicolas d'Oultremont, vescovo cattolico tedesco (n. 1716)
- 1775 - Giuseppe Astarita, architetto e ingegnere italiano (n. 1707)
- 1775 - Peyton Randolph, politico statunitense (n. 1721)
- 1778 - Charles Douglas, III duca di Queensberry, politico scozzese (n. 1698)
- 1781 - Gaspar Oswald, religioso e architetto ungherese (n. 1729)
- 1783 - Gerhard Friedrich Müller, esploratore, storico e etnografo tedesco (n. 1705)
- 1784 - Zaccaria Seriman, scrittore, poeta e librettista italiano (n. 1709)
- 1784 - John Waldegrave, III conte Waldegrave, politico e generale inglese (n. 1718)
- 1789 - George Waldegrave, IV conte Waldegrave, nobile e ufficiale inglese (n. 1751)
- 1792 - Guillaume Le Gentil, astronomo francese (n. 1725)
- 1797 - Giulio Cesare Viancini, arcivescovo cattolico italiano (n. 1726)
- 1798 - William Bagot, I barone Bagot, politico inglese (n. 1728)
- 1798 - Maurizio Giuseppe Turinetti di Pertengo, nobile italiano (n. 1725)
- 1799 - Luigi Bozzaotra, politico e patriota italiano (n. 1763)

## XIX secolo(65)
- 1802 - Samuel Arnold, compositore, organista e musicologo inglese (n. 1740)
- 1802 - Sophie Arnould, cantante e attrice teatrale francese (n. 1740)
- 1806 - Thomas Sheraton, ebanista inglese (n. 1751)
- 1807 - Antonio Cappello, politico e diplomatico italiano (n. 1736)
- 1813 - Charles Scott, generale e politico statunitense (n. 1739)
- 1815 - Claude Lecourbe, generale francese (n. 1759)
- 1826 - Leopold Raymund Leonhard von Thun und Hohenstein, vescovo cattolico tedesco (n. 1748)
- 1827 - Eugenio Biroldi, organaro italiano (n. 1756)
- 1833 - Sigismund Friedrich Hermbstädt, chimico tedesco (n. 1760)
- 1836 - Giuseppe Adami di Bergolo, nobile italiano (n. 1774)
- 1839 - George Campbell, VI duca di Argyll, politico e nobile scozzese (n. 1768)
- 1840 - Henry Vassall-Fox, III barone Holland, politico inglese (n. 1773)
- 1841 - Carlo Emanuele Asinari di San Marzano, patriota e militare italiano (n. 1791)
- 1844 - Friedrich Johann Lorenz Meyer, avvocato tedesco (n. 1760)
- 1845 - Giuseppe Nicola Durini, politico e economista italiano (n. 1765)
- 1847 - Pietro Bagnoli, poeta e librettista italiano (n. 1767)
- 1847 - Henriette Herz, scrittrice tedesca (n. 1764)
- 1849 - Emiliano Sarti, filologo, epigrafista e archeologo italiano (n. 1795)
- 1853 - Juan Antonio Lavalleja, politico uruguaiano (n. 1784)
- 1854 - Jeremias Gotthelf, scrittore svizzero (n. 1797)
- 1854 - José María Paz, generale argentino (n. 1791)
- 1854 - Carlo Egon II di Fürstenberg, principe (n. 1796)
- 1855 - John Stuart-Wortley-Mackenzie, II barone Wharncliffe, politico inglese (n. 1801)
- 1857 - Sibylle Mertens-Schaaffhausen, collezionista d'arte e archeologa tedesca (n. 1797)
- 1859 - Louis Spohr, compositore, violinista e direttore d'orchestra tedesco (n. 1784)
- 1863 - Johann Friedrich Böhmer, storico, diplomatista e bibliotecario tedesco (n. 1795)
- 1866 - Carlo Gemmellaro, naturalista e geologo italiano (n. 1787)
- 1867 - Timoléon Chapperon, politico francese (n. 1808)
- 1867 - Auguste Millon, chimico, agronomo e farmacista francese (n. 1812)
- 1868 - Giulio Bergonzoli, scultore e pittore italiano (n. 1822)
- 1868 - Luigi Strozzi, politico e militare italiano (n. 1801)
- 1869 - Michael Sars, zoologo e biologo norvegese (n. 1805)
- 1871 - Roderick Impey Murchison, geologo e paleontologo scozzese (n. 1792)
- 1872 - George Heming Mason, pittore britannico (n. 1818)
- 1872 - Domenico Fortunato Savino, ingegnere e architetto italiano (n. 1804)
- 1875 - Franz Ritter, filologo classico tedesco (n. 1803)
- 1877 - Wenzel von Linhart, chirurgo austriaco (n. 1821)
- 1878 - Hugh Alexander Kennedy, scacchista britannico (n. 1809)
- 1878 - Gerolamo Salvi, nobile italiano (n. 1804)
- 1879 - Raffaele Mezzanotte, politico e magistrato italiano (n. 1811)
- 1880 - Salvatore Morelli, scrittore, giornalista e patriota italiano (n. 1824)
- 1880 - Alphonse Pénaud, ingegnere, inventore e pioniere dell'aviazione francese (n. 1850)
- 1881 - Colin Mackenzie, militare britannico (n. 1806)
- 1882 - János Arany, poeta ungherese (n. 1817)
- 1882 - Napoleone Caix, filologo italiano (n. 1845)
- 1883 - Elisha Foote, giudice, inventore e matematico statunitense (n. 1809)
- 1883 - Thomas Mayne Reid, scrittore irlandese (n. 1818)
- 1885 - Pavol Dobšinský, scrittore, etnografo e pastore protestante slovacco (n. 1828)
- 1886 - Ernest Desjardins, epigrafista, archeologo e geografo francese (n. 1823)
- 1886 - Enrico Montazio, giornalista italiano (n. 1816)
- 1887 - Francisco de Albear, ingegnere cubano (n. 1816)
- 1888 - Ján Országh, presbitero e attivista slovacco (n. 1816)
- 1888 - Antonio Tolomei, politico italiano (n. 1839)
- 1889 - Olivier Métra, compositore e direttore d'orchestra francese (n. 1830)
- 1890 - Gavino Cossu, romanziere italiano (n. 1844)
- 1893 - Duleep Singh, principe indiano (n. 1838)
- 1894 - Philipp Bertkau, zoologo e aracnologo tedesco (n. 1849)
- 1894 - Martha Needle, serial killer australiana (n. 1863)
- 1895 - Angelo Diligenti, attore teatrale italiano (n. 1832)
- 1895 - Ruggiero Bonghi, filologo e politico italiano (n. 1826)
- 1895 - Luigi Ferrari, militare e politico italiano (n. 1826)
- 1895 - Daniel Owen, scrittore gallese (n. 1836)
- 1895 - Luigi Pennazzi, viaggiatore, esploratore e scrittore italiano (n. 1838)
- 1899 - Şehzade Mehmed Şevket, principe ottomano (n. 1872)
- 1900 - John Sherman, politico statunitense (n. 1823)

## XX secolo(237)
- 1901 - Frederic Archer, compositore, direttore d'orchestra e organista britannico (n. 1838)
- 1902 - Alessandro Castelli, pittore e incisore italiano (n. 1809)
- 1902 - Walter Hauser, politico svizzero (n. 1837)
- 1902 - Annie Jones, circense statunitense (n. 1865)
- 1902 - Galeazzo Massari, politico italiano (n. 1841)
- 1902 - Francesco Vinea, pittore italiano (n. 1845)
- 1904 - Max Bartels, medico e etnologo tedesco (n. 1843)
- 1904 - Carl Josef Bayer, chimico austriaco (n. 1847)
- 1906 - Paul Cézanne, pittore francese (n. 1839)
- 1906 - Edilio Raggio, imprenditore e politico italiano (n. 1840)
- 1907 - Guglielmo di Wied, principe tedesco (n. 1845)
- 1908 - Victor Leydet, politico francese (n. 1845)
- 1909 - Thomas Coman, politico irlandese (n. 1836)
- 1909 - Alexis Hagron, generale francese (n. 1845)
- 1910 - Francesco di Teck, nobile e militare britannico (n. 1870)
- 1912 - Wilhelm Ebstein, medico tedesco (n. 1836)
- 1912 - Joaquim Malats, compositore e pianista spagnolo (n. 1872)
- 1913 - Just Lucas-Championnière, chirurgo francese (n. 1843)
- 1914 - Charles-Wilfrid de Bériot, pianista, compositore e insegnante francese (n. 1833)
- 1914 - Annibale Certani, ingegnere e agronomo italiano (n. 1829)
- 1914 - Pio Viazzi, politico, filosofo e giurista italiano (n. 1868)
- 1915 - Pietro Bernotti, militare italiano (n. 1884)
- 1915 - Enrico Canfari, calciatore, dirigente sportivo e arbitro di calcio italiano (n. 1877)
- 1915 - Emanuele Ferro, militare italiano (n. 1886)
- 1915 - Theodor Langhans, medico tedesco (n. 1839)
- 1915 - Pietro Marocco, militare italiano (n. 1888)
- 1915 - Andrew Noble, fisico britannico (n. 1831)
- 1915 - Wilhelm Windelband, filosofo tedesco (n. 1848)
- 1916 - Herbert Kilpin, allenatore di calcio e calciatore inglese (n. 1870)
- 1917 - Albert Dastre, fisiologo francese (n. 1844)
- 1917 - Bob Fitzsimmons, pugile britannico (n. 1863)
- 1917 - Siro Medici, matematico italiano (n. 1883)
- 1918 - Dmitrij Ivanovič Dubjago, astrofisico e astronomo russo (n. 1849)
- 1918 - Myrtle Gonzalez, attrice statunitense (n. 1891)
- 1918 - Oreste Mazzia, calciatore italiano (n. 1883)
- 1918 - Vittorio Schiavon, pittore italiano (n. 1861)
- 1918 - Francesco Todaro, anatomista, politico e ittiologo italiano (n. 1839)
- 1918 - Lluïsa Vidal i Puig, pittrice spagnola (n. 1876)
- 1919 - Bruce Frederick Cummings, biologo e scrittore inglese (n. 1889)
- 1919 - Gian Giacomo Morando, politico italiano (n. 1855)
- 1919 - John Cyril Porte, pioniere dell'aviazione e ufficiale britannico (n. 1884)
- 1920 - Emmanuel Bénézit, gallerista e storico dell'arte francese (n. 1854)
- 1921 - Sor Capanna, cantastorie italiano (n. 1865)
- 1921 - Linda Malnati, sindacalista e attivista italiana (n. 1855)
- 1921 - Giovanni Battista Marenco, arcivescovo cattolico italiano (n. 1853)
- 1922 - Francesco Filomusi Guelfi, giurista e politico italiano (n. 1842)
- 1923 - Victor Maurel, baritono francese (n. 1848)
- 1923 - Algernon Seymour, XV duca di Somerset, nobile britannico (n. 1846)
- 1924 - Louis-Émile Bertin, ingegnere navale francese (n. 1840)
- 1924 - Léon Bourjade, militare e aviatore francese (n. 1889)
- 1924 - Giovanni Landini, imprenditore italiano (n. 1859)
- 1926 - Harry Greb, pugile statunitense (n. 1894)
- 1926 - Otto Thomsen, ginnasta e multiplista statunitense (n. 1884)
- 1927 - Patrick Joseph O'Donnell, cardinale e arcivescovo cattolico irlandese (n. 1856)
- 1927 - Borisav Stanković, scrittore serbo (n. 1876)
- 1927 - Guglielmo di Hohenzollern-Sigmaringen, nobile (n. 1864)
- 1928 - Andrew Fisher, politico scozzese (n. 1862)
- 1928 - James Stack, golfista statunitense (n. 1860)
- 1929 - Alessandro Maino, imprenditore e politico italiano (n. 1863)
- 1929 - Sarah Wilson, giornalista e scrittrice inglese (n. 1865)
- 1931 - Gabriel Maugas, militare e ingegnere francese (n. 1866)
- 1932 - William Cazalet, tennista britannico (n. 1865)
- 1932 - Anna Elizabeth Dickinson, docente, scrittrice e oratrice statunitense (n. 1842)
- 1932 - Alfred Dobson, calciatore inglese (n. 1859)
- 1933 - Adli Yakan Pascià, politico egiziano (n. 1863)
- 1934 - Charles Arthur Floyd, criminale statunitense (n. 1904)
- 1935 - Edward Carson, politico irlandese (n. 1854)
- 1935 - Padre Komitas, religioso, compositore e musicista armeno (n. 1869)
- 1936 - James J. Couzens, politico statunitense (n. 1872)
- 1936 - Arturo Viligiardi, pittore, scultore e architetto italiano (n. 1869)
- 1937 - Chūya Nakahara, poeta giapponese (n. 1907)
- 1938 - May Irwin, attrice e cantante canadese (n. 1862)
- 1938 - Vico Mantovani, ingegnere e politico italiano (n. 1869)
- 1938 - Arcangelo Rotunno, presbitero, archeologo e scrittore italiano (n. 1852)
- 1939 - Hamengkubuwono VIII, sovrano indonesiano (n. 1880)
- 1939 - Muhammad 'Ali Bay al-'Abid, politico siriano (n. 1867)
- 1941 - Guy Môquet, attivista francese (n. 1924)
- 1942 - Staf De Clercq, militare e politico belga (n. 1884)
- 1942 - Peppino Villani, cantante e attore teatrale italiano (n. 1877)
- 1943 - Herbert Floss, militare tedesco (n. 1912)
- 1944 - Richard Bennett, attore statunitense (n. 1870)
- 1944 - Frank Weed, attore statunitense (n. 1869)
- 1945 - Francesco Daddi, tenore italiano (n. 1864)
- 1946 - Henry Bergman, attore statunitense (n. 1868)
- 1948 - Fritz Dietrich, militare tedesco (n. 1898)
- 1948 - Paul von Sternbach, politico, nobile e militare austriaco (n. 1869)
- 1948 - August Hlond, cardinale e arcivescovo cattolico polacco (n. 1881)
- 1948 - Alexander Piorkowski, ufficiale tedesco (n. 1904)
- 1949 - Agne Holmström, velocista svedese (n. 1893)
- 1949 - René de Marmande, giornalista e anarchico francese (n. 1875)
- 1951 - Phil Rosen, regista e direttore della fotografia statunitense (n. 1888)
- 1952 - Pietro Carnerini, scultore italiano (n. 1887)
- 1952 - Battista Danesi, ciclista su strada e pistard italiano (n. 1886)
- 1952 - Ernst Rüdin, psichiatra e genetista tedesco (n. 1874)
- 1953 - Albert Meyer, politico svizzero (n. 1870)
- 1954 - Oswald de Andrade, poeta brasiliano (n. 1890)
- 1954 - Herbert Heath, ammiraglio britannico (n. 1861)
- 1954 - Gilda Marchiò, attrice italiana (n. 1884)
- 1954 - Mary Cleo Tarlarini, attrice e produttrice cinematografica italiana (n. 1878)
- 1954 - Udaybhanu Singh, principe indiano (n. 1893)
- 1955 - Erik Brandt, politico svedese (n. 1884)
- 1955 - Filippo Caminiti, imprenditore e politico italiano (n. 1895)
- 1955 - Rita Carewe, attrice statunitense (n. 1909)
- 1955 - Alessandro Contini Bonacossi, mercante d'arte e politico italiano (n. 1878)
- 1955 - Eduardo Reyes Ortiz, calciatore boliviano (n. 1907)
- 1956 - Francesco Illy, imprenditore e inventore austro-ungarico (n. 1892)
- 1956 - Hannah Mitchell, attivista inglese (n. 1872)
- 1956 - Orin Gould Murfin, ammiraglio statunitense (n. 1876)
- 1956 - Valda Valkyrien, ballerina e attrice danese (n. 1895)
- 1957 - Bok de Korver, calciatore olandese (n. 1883)
- 1958 - Angelo Braga, medico italiano (n. 1883)
- 1958 - Giuseppe Carpani, arbitro di calcio italiano (n. 1907)
- 1958 - Arthur Lowe, tennista britannico (n. 1886)
- 1958 - Raffaello Melani, giornalista e attore teatrale italiano (n. 1883)
- 1959 - Roberto D'Alessandro, calciatore argentino (n. 1919)
- 1959 - Giuseppe Moroni, pittore italiano (n. 1888)
- 1959 - Enrico Reposi, giornalista, scrittore e poeta italiano (n. 1913)
- 1960 - Gisela von Collande, attrice tedesca (n. 1915)
- 1961 - Joseph Schenck, produttore cinematografico russo (n. 1878)
- 1961 - Aloys Van de Vyvere, politico belga (n. 1871)
- 1962 - Antonio Primaldo Coco, francescano e storico italiano (n. 1879)
- 1962 - Vanni Marcoux, cantante, baritono e basso francese (n. 1877)
- 1964 - Antonín Hojer, calciatore cecoslovacco (n. 1894)
- 1964 - Khawaja Nazimuddin, politico pakistano (n. 1894)
- 1965 - Paul Tillich, teologo tedesco (n. 1886)
- 1965 - William Williams, militare britannico (n. 1890)
- 1966 - Hewlett Johnson, religioso britannico (n. 1874)
- 1967 - Eugénie Cotton, scienziata francese (n. 1881)
- 1968 - Georg Ertl, allenatore di calcio e calciatore tedesco (n. 1901)
- 1968 - Pino Masnata, poeta e commediografo italiano (n. 1901)
- 1968 - Demetrio Moscato, arcivescovo cattolico italiano (n. 1888)
- 1969 - Behice Hanım, ottomana (n. 1882)
- 1969 - Tommy Edwards, cantante statunitense (n. 1922)
- 1969 - Ralph Staub, regista, sceneggiatore e produttore cinematografico statunitense (n. 1899)
- 1969 - Vittorio Tur, ammiraglio italiano (n. 1882)
- 1970 - Norman Bullock, calciatore e allenatore di calcio inglese (n. 1900)
- 1970 - Samson François, pianista e compositore francese (n. 1924)
- 1970 - Sándor Gözsy, schermidore ungherese (n. 1906)
- 1971 - Werner Dubois, militare tedesco (n. 1913)
- 1971 - Hamilton Alexander Rosskeen Gibb, orientalista e arabista scozzese (n. 1895)
- 1971 - Viktor Havlicek, allenatore di calcio e calciatore austriaco (n. 1914)
- 1971 - József Szerencsés, schermidore ungherese (n. 1934)
- 1972 - James K. Baxter, poeta neozelandese (n. 1926)
- 1973 - Pau Casals, violoncellista, compositore e direttore d'orchestra spagnolo (n. 1876)
- 1974 - Georges Ditzler, calciatore belga (n. 1897)
- 1974 - Matvey Dubrovin, regista teatrale russo (n. 1911)
- 1974 - Mario Ottieri, imprenditore e politico italiano (n. 1910)
- 1975 - Nino Bonanni, attore e doppiatore italiano (n. 1905)
- 1975 - Gordon Hamilton-Fairley, oncologo australiano (n. 1930)
- 1975 - Arnold J. Toynbee, storico inglese (n. 1889)
- 1976 - Edward Burra, pittore britannico (n. 1905)
- 1976 - Nancy Harkness Love, aviatrice statunitense (n. 1914)
- 1976 - Georgios A. Megas, insegnante e germanista greco (n. 1893)
- 1976 - Elisabetta Elena di Thurn und Taxis, nobile tedesca (n. 1903)
- 1977 - Harold Burrough, ammiraglio britannico (n. 1888)
- 1977 - Julien Delbecque, ciclista su strada e pistard belga (n. 1903)
- 1977 - Oreste Emanuelli, pittore italiano (n. 1893)
- 1977 - Maria Antonia d'Asburgo-Lorena, nobile (n. 1899)
- 1977 - Beniamino Segre, matematico italiano (n. 1903)
- 1978 - Emilio Brenta, ammiraglio italiano (n. 1889)
- 1978 - Mischa Epper, artista olandese (n. 1901)
- 1978 - Kurt Langenbein, calciatore tedesco (n. 1910)
- 1979 - Reinhold Baer, matematico tedesco (n. 1902)
- 1979 - Nadia Boulanger, direttrice d'orchestra, organista e compositrice francese (n. 1887)
- 1980 - Sammy Angott, pugile statunitense (n. 1915)
- 1981 - Salvador Arqueta, calciatore spagnolo (n. 1914)
- 1981 - David Burghley, ostacolista, dirigente sportivo e nobile britannico (n. 1905)
- 1981 - Erling Gustavsen, calciatore norvegese (n. 1896)
- 1981 - Enrico Malintoppi, avvocato e politico italiano (n. 1893)
- 1982 - Savitri Devi, scrittrice e poetessa greca (n. 1905)
- 1982 - Antonio Greppi, politico, scrittore e commediografo italiano (n. 1894)
- 1982 - Leo Losert, canottiere austriaco (n. 1902)
- 1982 - Manlio Lupinacci, giornalista e politico italiano (n. 1903)
- 1982 - Maura Soshin O'Halloran, monaca buddhista e scrittrice irlandese (n. 1955)
- 1982 - Jurij Pantjuchov, hockeista su ghiaccio sovietico (n. 1931)
- 1982 - Siegmund Warburg, banchiere tedesco (n. 1902)
- 1983 - Giovanni Cazzulani, ciclista su strada italiano (n. 1909)
- 1984 - Plinio Clabassi, basso italiano (n. 1920)
- 1984 - Hermann Hartmann, chimico tedesco (n. 1914)
- 1984 - Piet Hein Hoebens, giornalista olandese (n. 1948)
- 1985 - Anton Francesco Filippini, scrittore e poeta italiano (n. 1908)
- 1985 - Stefano Satta Flores, attore, doppiatore e drammaturgo italiano (n. 1937)
- 1985 - Viorica Ursuleac, soprano rumeno (n. 1894)
- 1986 - Salvatore Ferrara, politico italiano (n. 1924)
- 1986 - Peter Marshall, attore cinematografico britannico (n. 1957)
- 1986 - Salvatore Totò Rizzo, giornalista e scrittore italiano (n. 1936)
- 1986 - Karl Hugo Schmölz, fotografo tedesco (n. 1917)
- 1986 - Albert Szent-Györgyi, biochimico ungherese (n. 1893)
- 1986 - Bernard Joseph Topel, vescovo cattolico e matematico statunitense (n. 1903)
- 1986 - Ye Jianying, politico e generale cinese (n. 1897)
- 1987 - Lino Ventura, attore e lottatore italiano (n. 1919)
- 1987 - Antonio d'Asburgo-Lorena, nobile (n. 1901)
- 1988 - Henry Armstrong, pugile statunitense (n. 1912)
- 1988 - Plácido Galindo, calciatore peruviano (n. 1906)
- 1988 - Clare Stevenson, militare australiana (n. 1903)
- 1989 - Ewan MacColl, cantautore, attivista e drammaturgo britannico (n. 1915)
- 1989 - Mark Mimran, cestista israeliano (n. 1930)
- 1989 - Roland Winters, attore statunitense (n. 1904)
- 1990 - Louis Althusser, filosofo francese (n. 1918)
- 1990 - Nikolaj Rybnikov, attore sovietico (n. 1930)
- 1990 - Frank Sinkwich, giocatore di football americano statunitense (n. 1920)
- 1992 - Carlo Bernari, scrittore, antifascista e partigiano italiano (n. 1909)
- 1992 - Giorgio De Stefani, tennista e dirigente sportivo italiano (n. 1904)
- 1992 - Cleavon Little, attore statunitense (n. 1939)
- 1992 - André Vandeweyer, calciatore e allenatore di calcio belga (n. 1909)
- 1993 - Odette Bancilhon, astronoma francese (n. 1908)
- 1993 - Eduardo Caianiello, fisico italiano (n. 1921)
- 1993 - Jiří Hájek, diplomatico ceco (n. 1913)
- 1993 - Innes Ireland, pilota automobilistico britannico (n. 1930)
- 1993 - Mariano Manent, allenatore di pallacanestro e arbitro di pallacanestro argentino (n. 1904)
- 1994 - Rollo May, psicologo e insegnante statunitense (n. 1909)
- 1994 - Jimmy Miller, produttore discografico e tastierista statunitense (n. 1942)
- 1994 - Benoît Régent, attore francese (n. 1953)
- 1994 - Andrea Zambelli, bobbista italiano (n. 1927)
- 1995 - Kingsley Amis, scrittore, poeta e critico letterario britannico (n. 1922)
- 1995 - Mario Costa, regista italiano (n. 1904)
- 1995 - Graziella Fumagalli, medico italiano (n. 1944)
- 1995 - Rosella Mancini, poetessa italiana (n. 1920)
- 1995 - Tarcisio Merati, pittore italiano (n. 1934)
- 1995 - Mary Wickes, attrice statunitense (n. 1910)
- 1996 - Edmund Black, martellista statunitense (n. 1905)
- 1996 - Vito Carofiglio, francesista italiano (n. 1935)
- 1996 - Howie Hoffman, cestista statunitense (n. 1921)
- 1996 - Hermann Höfer, calciatore tedesco (n. 1934)
- 1996 - Cesare Pellegatta, allenatore di calcio e calciatore italiano (n. 1910)
- 1996 - Aldo Rizzi, storico dell'arte e giornalista italiano (n. 1927)
- 1997 - Edoardo Casciano, tiratore a volo italiano (n. 1936)
- 1997 - Reinhard Lauck, calciatore tedesco (n. 1946)
- 1997 - Harold McCallister, pallanuotista statunitense (n. 1903)
- 1998 - Eric Ambler, scrittore e sceneggiatore britannico (n. 1909)
- 1999 - Franco Alessio, storico della filosofia italiano (n. 1925)
- 1999 - Massimiliano Aloisi, patologo e biologo italiano (n. 1907)
- 1999 - Franco Daverio, scultore, pittore e orafo italiano (n. 1917)
- 1999 - Ed Mikan, cestista statunitense (n. 1925)
- 1999 - István Nagy, calciatore ungherese (n. 1939)
- 1999 - Gordon Smith, hockeista su ghiaccio statunitense (n. 1908)
- 2000 - Raffaello Consortini, scultore italiano (n. 1908)

## XXI secolo(104)
- 2001 - Roger Coggio, attore, regista e sceneggiatore francese (n. 1934)
- 2001 - Albert Ducrocq, giornalista e saggista francese (n. 1921)
- 2001 - Ernest Hilgard, psicologo statunitense (n. 1904)
- 2001 - Samuel Khachikian, regista, produttore cinematografico e compositore iraniano (n. 1923)
- 2001 - Bertie Mee, calciatore e allenatore di calcio inglese (n. 1918)
- 2001 - Georgij Michajlovič Vicin, attore sovietico (n. 1917)
- 2002 - Marian Bergeron, modella statunitense (n. 1918)
- 2002 - Anna Cattaneo, pattinatrice artistica su ghiaccio italiana (n. 1911)
- 2002 - Géraldine Apponyi de Nagyappony, regina albanese (n. 1915)
- 2002 - Richard Helms, funzionario statunitense (n. 1913)
- 2003 - Gabriella Gatti, soprano italiano (n. 1905)
- 2003 - Santiago Massini, schermidore argentino (n. 1914)
- 2003 - Philippe Ragueneau, giornalista e scrittore francese (n. 1917)
- 2003 - Lilia Torriani, ginnasta italiana (n. 1920)
- 2003 - Hiroshi Yoshimura, musicista e compositore giapponese (n. 1940)
- 2004 - Louis Bouyer, presbitero e teologo francese (n. 1913)
- 2004 - Galeazzo Dondi, cestista e allenatore di pallacanestro italiano (n. 1915)
- 2004 - Fritz Jucker, calciatore francese (n. 1923)
- 2004 - Jean Mathonet, calciatore belga (n. 1925)
- 2004 - Ota Šik, economista e politico ceco (n. 1919)
- 2005 - Arman, pittore e scultore francese (n. 1928)
- 2005 - David Clapham, pilota automobilistico e giornalista sudafricano (n. 1931)
- 2005 - The Crusher, wrestler statunitense (n. 1926)
- 2005 - Nat Scammacca, poeta, saggista e traduttore italiano (n. 1924)
- 2006 - Choe Kyu-hah, politico sudcoreano (n. 1919)
- 2006 - Arthur Hill, attore canadese (n. 1922)
- 2007 - Salvatore Cortese, inventore italiano (n. 1933)
- 2007 - Ève Curie, scrittrice, pianista e diplomatica francese (n. 1904)
- 2008 - Annick Gendron, pittrice francese (n. 1939)
- 2009 - Maryanne Amacher, compositrice e artista statunitense (n. 1938)
- 2009 - Daniel Bekker, pugile sudafricano (n. 1932)
- 2009 - Pierre Chaunu, storico francese (n. 1923)
- 2009 - Angelo De Marchi, naturalista italiano (n. 1940)
- 2009 - Živko Kasun, cestista jugoslavo (n. 1937)
- 2009 - Carole Roussopoulos, regista svizzera (n. 1945)
- 2009 - Raymond Scardin, ciclista su strada francese (n. 1924)
- 2009 - Libero Tresoldi, vescovo cattolico italiano (n. 1921)
- 2009 - George Patrick Ziemann, vescovo cattolico statunitense (n. 1941)
- 2010 - Eio Sakata, giocatore di go giapponese (n. 1920)
- 2011 - Armandino, cantante, chitarrista e attore italiano (n. 1922)
- 2011 - Antonio Cassese, giurista italiano (n. 1937)
- 2011 - Antonino Di Vita, archeologo e funzionario italiano (n. 1926)
- 2011 - Enzo Mazzi, presbitero italiano (n. 1927)
- 2011 - Roger Moore, giocatore di poker statunitense (n. 1939)
- 2012 - Marcello Cini, fisico e ambientalista italiano (n. 1923)
- 2012 - Carolyn Conwell, attrice statunitense (n. 1930)
- 2012 - Russell Means, attivista e attore statunitense (n. 1939)
- 2012 - Wilson Whineray, rugbista a 15 e dirigente d'azienda neozelandese (n. 1935)
- 2013 - William Harrison, scrittore e sceneggiatore statunitense (n. 1933)
- 2013 - Antonio Márquez Ramírez, arbitro di calcio messicano (n. 1936)
- 2014 - Pasquale Esposito, flautista italiano (n. 1926)
- 2014 - Rinat Safin, biatleta sovietico (n. 1940)
- 2014 - Luitfried Salvini-Plawen, naturalista austriaco (n. 1939)
- 2014 - Alberto Varvaro, filologo italiano (n. 1934)
- 2015 - Mark Murphy, cantante statunitense (n. 1932)
- 2016 - Armando Barducci, ciclista su strada italiano (n. 1926)
- 2016 - Michel Delahaye, attore e critico cinematografico francese (n. 1929)
- 2016 - Steve Dillon, fumettista britannico (n. 1962)
- 2016 - Joop van Oosterom, scacchista e mecenate olandese (n. 1937)
- 2016 - Sheri S. Tepper, scrittrice statunitense (n. 1929)
- 2017 - Daisy Berkowitz, chitarrista statunitense (n. 1968)
- 2017 - Piergiuseppe D'Andreamatteo, politico e sindacalista italiano (n. 1944)
- 2017 - Mario Deiana, scrittore e regista italiano (n. 1945)
- 2017 - Elsa Girardot, schermitrice francese (n. 1973)
- 2017 - Fernand Picot, ciclista su strada francese (n. 1930)
- 2017 - Paul Joseph Weitz, astronauta statunitense (n. 1932)
- 2018 - Aris Accornero, sociologo e sindacalista italiano (n. 1931)
- 2018 - Gilberto Benetton, imprenditore italiano (n. 1941)
- 2018 - Eugene H. Peterson, traduttore e teologo statunitense (n. 1932)
- 2018 - Boris Kokorev, tiratore a segno russo (n. 1959)
- 2018 - Arthur Schnabel, judoka tedesco (n. 1948)
- 2018 - Jacques Tabary, fumettista e illustratore francese (n. 1926)
- 2018 - José Varacka, allenatore di calcio e calciatore argentino (n. 1932)
- 2019 - Ole Henrik Laub, scrittore danese (n. 1937)
- 2019 - Raymond Leppard, direttore d'orchestra e clavicembalista britannico (n. 1927)
- 2019 - Guy Graham Musser, zoologo statunitense (n. 1936)
- 2019 - Sadako Ogata, docente e diplomatica giapponese (n. 1927)
- 2019 - Rolando Panerai, baritono e regista teatrale italiano (n. 1924)
- 2019 - Dino Panzanato, calciatore e allenatore di calcio italiano (n. 1938)
- 2019 - Marieke Vervoort, atleta paralimpica belga (n. 1979)
- 2019 - Therese Zenz, canoista tedesca (n. 1932)
- 2020 - Sara Barber, nuotatrice canadese (n. 1941)
- 2020 - Giorgio Bernini, giurista e politico italiano (n. 1928)
- 2020 - Matt Blair, giocatore di football americano statunitense (n. 1950)
- 2020 - Angelo Boccardi, calciatore italiano (n. 1928)
- 2020 - Gianni Farè, compositore, paroliere e cantautore italiano (n. 1942)
- 2021 - Serhij Morozov, calciatore sovietico (n. 1950)
- 2021 - Álex Quiñónez, velocista ecuadoriano (n. 1989)
- 2021 - Peter Scolari, attore statunitense (n. 1955)
- 2021 - Vjačeslav Vedenin, fondista sovietico (n. 1941)
- 2021 - Udo Zimmermann, compositore, direttore d'orchestra e musicologo tedesco (n. 1943)
- 2022 - Umberto Bellocco, mafioso italiano (n. 1937)
- 2022 - Leszek Engelking, poeta, scrittore e traduttore polacco (n. 1955)
- 2022 - Dietrich Mateschitz, imprenditore austriaco (n. 1944)
- 2023 - Vincent Asaro, mafioso statunitense (n. 1935)
- 2023 - Fabio Jansen, regista, fotografo e viaggiatore italiano (n. 1974)
- 2023 - Raúl Machado, calciatore portoghese (n. 1937)
- 2023 - Franco Mura, politico italiano (n. 1935)
- 2024 - Ottavio Banti, paleografo e medievista italiano (n. 1924)
- 2024 - Bernd Bauchspieß, calciatore tedesco orientale (n. 1939)
- 2024 - Annelie Ehrhardt, ostacolista tedesca (n. 1950)
- 2024 - Elizabeth Francis, supercentenaria statunitense (n. 1909)
- 2024 - Gustavo Gutiérrez, presbitero e teologo peruviano (n. 1928)
- 2024 - Fernando Valenzuela, giocatore di baseball messicano (n. 1960)